# 若親分出獄
『若親分出獄』（わかおやぶんしゅつごく）は、1965年8月14日に大映が配給した、池広一夫監督、市川雷蔵主演の任侠映画である。元は海軍士官でやくざの親分である、南条武の活躍を描く作品で、『悪名シリーズ』と並ぶ、大映製作の代表的任侠映画として、市川雷蔵主演でシリーズ化され、合計8作品が製作されたうちの、第2弾。

## 配役
- 市川雷蔵 : 南条武
- 朝丘雪路 : 中津京子
- 坪内ミキ子  : 芳
- 山田吾一 : 三吉
- 戸田皓久 : 竹村一夫
- 水原浩一 : 仙之助
- 千波丈太郎 : 鈴木源吉
- 神田隆 : 中新門勇吉
- 石黒達也 : 滝沢己之助
- 伊達三郎 : 白土寅太郎
- 守田学 : 石渡貞七
- 伊東光一 : 井野田一二
- 寺島雄作 : 広田亀太郎
- 沖時男 : 七五郎
- 高倉一郎 : 徳三
- 浜田雄史 : 小笠原大尉
- 木村玄 : 銀造
- 内田朝雄 : 堀越伝三郎
- 津田駿 : 加納辰次
- 嵐三右衛門 : 市長

## スタッフ
- 監督 : 池広一夫
- 企画 : 奥田久司
- 撮影 : 本多省三
- 美術 : 西岡善信
- 音楽 : 鏑木創
- 編集 : 谷口登司夫
- 脚本 : 浅井昭三郎、篠原吉之助

## 併映作品
- 『続・兵隊やくざ』: 田中徳三監督作品

## 若親分シリーズ
- 『若親分』(1965年) 池広一夫監督
- 『若親分出獄』 (1965年) 池広一夫監督
- 『若親分喧嘩状』 (1966年) 池広一夫監督
- 『若親分乗り込む』 (1966年) 井上昭監督
- 『若親分あばれ飛車』 (1966年) 田中重雄監督
- 『若親分を消せ』 (1967年) 中西忠三監督
- 『若親分兇状旅』 (1967年) 森一生監督
- 『若親分千両肌』 (1967年) 池広一夫監督